# Замок Каррікфергус

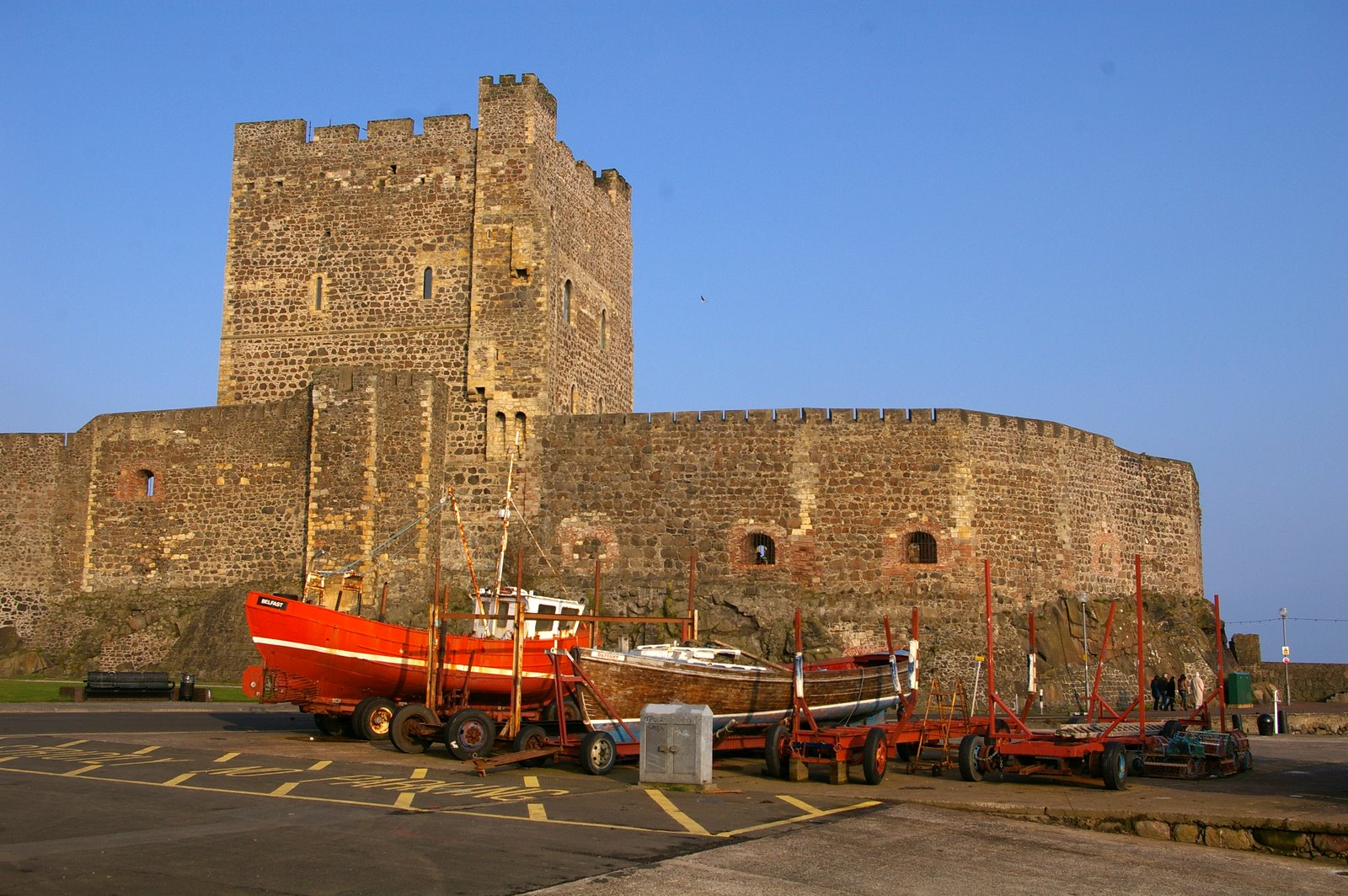
Східна стіна замку Каррікфергус.

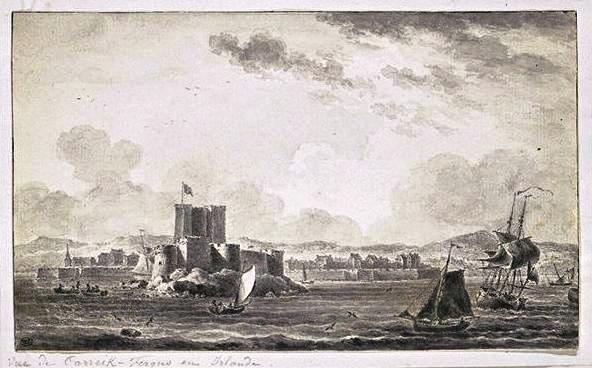
Малюнок XVIII століття — замок Каррікфергус.

Замок Каррікфергус (англ. Carrickfergus Castle) — один із замків Ірландії, розташований у графстві Антрім, Північна Ірландія, у місті Каррікфергус на північ від Белфаста. Замок належить до найкраще збережених споруд середньовіччя в Ірландії. Нині замок є пам'яткою історії та архітектури та охороняється державою.

## Історія замку Каррікфергус

### Виникнення замку
Замок Каррікфергус був побудований Джоном де Курсі в 1177 році після того як від завоював східну частину Ольстера. По суті Джон де Курсі правив цими землями із замку Каррікфергус як незалежний король до 1204 року, коли він був повалений іншим авантюристом — лицарем-норманом Х'ю де Лейсі. Спочатку Феодали де Курсі побудували досить невеликий замок Бейлі в кінці мису з високими багатокутними стінами і воротами. Цей замок складався з кількох споруд, у тому числі мав великий зал. Замок мав чудові стратегічні позиції, був оточений морем і скелями, для свого часу був неприступним. Замок контролював затоку Каррікфергус Бей, що пізніше називалася Белфаст.

### Контроль Англії
Замок Каррікфергус згадується в англійських історичних джерелах у 1210 році, коли король Джон Безземельний обложив замок і взяв під свій контроль, що було важливою стратегічною перемогою. Після захоплення замку були призначені констеблі, що командували замком і контролювали землі навколо нього. У 1217 році новий констебль замку — Де Серлейн. Йому виділили 100 фунтів стерлінгів для розбудови замку, для побудови стіни, яка б захистила замок біля скелі, а також стіни зі сходу, що захищала б замок під час відпливу. Стіни були зруйновані у XVIII столітті, за винятком частини стіни вздовж моря.
Кімната на першому поверсі східної вежі була каплицею замку, мала подвійні вікна у романському стилі. Хоча каплиця повинна була бути у внутрішньому відділенні. Був збудований ребристий звід над входом у замок, бійниці, кімнати для гарнізону. Х'ю де Лейсі помер у 1248 році та не дожив до завершення розбудови замку в 1250 році. Замок продовжували розбудовувати за вказівками короля Англії Генріха III.
Після ліквідації титулу графа Ольстера в 1333 році, замок залишався основним опорним замком англійської корони на півночі Ірландії. Під час Дев'ятирічної війни (1595—1603), коли англійський вплив на півночі Ірландії похитнувся, всю північну Ірландію охопило повстання за незалежність Ірландії, у замку перебував сильний військовий гарнізон. У 1597 році відбулася битва за замок Каррікфергус.

### XVII—XVIII століття
У XVI—XVII століттях замок був посилений артилерією, зроблені бійниці для гармат. Але це не врятувало замок від штурмів і захоплень під час буремного XVII століття. Маршал Шомберг обложив і взяв замок після тижневої облоги в 1689 році. Замок Каррікфергус став місцем де новий король Англії Вільгельм III зробив свої перші кроки на землі Ірландії, висадившись тут 14 червня 1690 року.
У 1760 році після запеклих боїв замок захопив французький десант під командуванням Франсуа Турота. Десант розграбував замок, а потім покинув його, і був знищений Королівським військово-морським флотом Англії.

### Кінець XVIII—ХХ століття
У 1778 році в замку Каррікфергус відбулась невелика, але значуща подія під час американської війни за незалежність, коли Джон Пол Джонс підійшов на кораблі дуже близько до замку. Його оточив королівський флот, почалась битва, яка тривала годину. Джон Пол Джонс вдалося завдати дуже серйозної шкоди королівському флоту Англії. У 1797 році замок неодноразово використовувався для утримання військовополонених, став в'язницею, був твердинею британської армії під час наполеонівських війн. У замку лишилось шість гармат на східній батареї з двадцяти двох, інші були використані на війні в 1811 році.
Під час Першої світової війни замок використовувався як склад боєприпасів, під час Другої світової війни як бомбосховище.
У замку був військовий гарнізон протягом 750 років — до 1928 року, коли замок був переданий новому уряду Північної Ірландії й охоронявся як пам'ятник історії. Багато з добудов, які були здійснені у пост-норманську та вікторіанську епохи були знесені й замок був відреставрований у такому вигляді, у якому він був у середньовіччі. Замок Каррікфергус залишається відкритим для громадськості. Бенкетна зала була повністю відновлена, має багато експонатів, які показують, яким було життя в середньовічні часи.